# Llobatera de Prat de Marquet
La Llobatera de Prat de Marquet és una construcció de Vall de Cardós (Pallars Sobirà) inclosa a l'Inventari del Patrimoni Arquitectònic de Catalunya.

## Descripció
Antiga llobatera dins d'un prat de pastura d'una finca particular al paratge anomenat Prat del Marquet de la Vall de Cardós. S'observen restes de les parets de tancament amb filades de lloses de pedra seca més o menys escairades que configuren l'espai destinat a caçar llops. Dintre del recinte hi ha les restes d'un piló de lloses de la mateixa factura de forma arrodonida on s'estacava l'animal o l'esquer que feia de reclam pel llop. Pel costat passa l'antic camí de Lleret.